# Tomáš Hampl
Tomáš Hampl (nacido el 18 de julio de 1988, en Hradec Králové antigua Checoslovaquia) es un exjugador de baloncesto checo. Mide 2,15 metros, y jugaba en la posición de pívot. 

## Selección
Internacional en categorías inferiores por la República Checa, Hampl disputó dentro de la División B, el Campeonato de Europa con una media de 14.6 puntos y 6.3 rebotes ayudando a la selección Checa a terminar en décimo lugar.
En la temporada 2019-20 juega en las filas del Óbila Basket de la Liga EBA, donde promedia 24 minutos y 11.2 puntos por partido.
El 7 de septiembre de 2020, firma por el Club Baloncesto Clavijo de la Liga LEB Plata.

## Trayectoria deportiva
- 2005-2006 ALK. BK Syntehsia Pardubice.  República Checa
- 2006-2009 Liga EBA.  CB Santurtzi  España
- 2009-2012 ACB.  Bilbao Basket  España
- 2012-2012 A1 Liga.  Cibona Zagreb  Croacia
- 2012-2014 Adecco Oro. Basquet Club Andorra  Andorra
- 2014-2015 Adecco Oro. Club Deportivo Maristas Palencia  España
- 2015-2016 Adecco Oro. Força Lleida Club Esportiu  España
- 2016-2018 Adecco Oro. Leyma Basquet Coruña  España
- 2018-2019 Liga EBA.  Igualatorio Cantabria Estela  España
- 2020-2022 Liga LEB Plata.  Club Baloncesto Clavijo  España